# Uchiko
Uchiko (内子町, Uchiko-chō) est un bourg du Japon situé dans le district de Kita (préfecture d'Ehime), au Japon.

## Histoire
Le 1er janvier 2005, les villes d'Ikazaki et d'Oda ont été incorporées à Uchiko. 

## Économie
L'agriculture est développée sur le territoire faiblement peuplé d'Uchiko. Ainsi, on y produit du tabac, des shiitake et des fruits.
De la fin de l'époque d'Edo (1603-1868) à la fin de l'ère Meiji (1868-1912), Uchiko s'est développé en tant que centre important de fabrication de papier et de cire.